# فينسترهينن
فينسترهينن (بالألمانية: Finsterhennen) هي واحدة من بلديات مقاطعة سيلاند في كانتون برن في سويسرا. تبلغ مساحتها 3.6 كيلومتر مربع، ويقدر عدد سكانها بـ 533 نسمة (حسب تعداد ديسمبر 2015).